# مؤسسة موزيلا
مؤسسة موزيلا هي منظمة غير ربحية وجدت لدعم وتوجيه مشروع موزيلا المفتوح المصدر، تأسست في يوليو 2003، تضع المنظمة السياسات التي تتحكم بالتنمية، تقود البنية الرئيسية وتسيطر على علامات موزيلا التجارية، وحقوق التأليف، والنشر، كما تمتلك شركة تابعة خاضعة لسياسة الضرائب: شركة موزيلا، والتي توظف عددا من مطورين موزيلا ونسق الإصدارات المختلفة لمتصفح الويب موزيلا فيرفكس وعميل البريد الإلكتروني موزيلا ثندربرد. الشركة التابعة مملوكة 100% من الشركة المؤسسة الأم، وبالتالي تتبع نفس المتابع غير الربحية، أسست مؤسسة موزيلا من طرف منظمة موزيلا التابعة لنتسكيب، ويتم تمويلها بشكل كبير، وحصري من شركة جوجل، وتتمركز المنظمة حاليا في مدينة سيليكون فالي بمونتاين فيو، كاليفورنيا، الولايات المتحدة الأمريكية.
تصف مؤسسة موزيلا نفسها بكونها منظمة غير ربحية تعزز الانفتاح، الابتكار، والمشاركة في شبكة الإنترنت. منظمة موزيلا موجهة ببيان موزيلا، الذي يسرد 10 مبادئ تأمن موزيلا بأنهم «حاسمة لتستمر الإنترنت بإفادة المصالح العامة وكذالك الجوانب التجارية.

## منتجاتها وبرامجها
- موزيلا فيرفكس